# Municipal Pérez Zeledón
Asociación Deportiva Municipal de Pérez Zeledón is een Costa Ricaanse voetbalclub uit San Isidro de El General. De club werd opgericht in 1962 en won in 2004 de heencompetitie van de Primera División. De kleuren van de club zijn blauw en wit.

## Naamsveranderingen
- 1962: oprichting onder de naam Asociación Deportiva Municipal Generaleña
- 1991: Asociación Deportiva Municipal de Pérez Zeledón

AD Carmelita · 
AD San Carlos · 
Belén FC · 
CS Cartaginés · 
CS Herediano · 
Deportivo Saprissa · 
LD Alajuelense · 
Limón FC · 
Municipal Liberia · 
Municipal Pérez Zeledón · 
Santos de Guápiles · 
Universidad de Costa Rica